# 南非深海狗母魚
南非深海狗母魚為輻鰭魚綱仙女魚目青眼魚亞目爐眼魚科的一種，分布於西印度洋阿拉伯海及拉克代夫海海域，屬深海底棲性魚類，深度可達2086公尺，體長可達20.5公分，棲息在底層水域，生活習性不明。

## 擴展閱讀
維基物種上的相關：南非深海狗母魚